# Agusan del Norte

Prowincja Agusan del Norte na mapie Filipin

Agusan del Norte – prowincja na Filipinach, położona we północno-wschodniej części wyspy Mindanao.
Od północy granicę wyznacza Morze Mindanao, od wschodu graniczy z prowincjami Surigao del Norte i Surigao del Sur, od południa z prowincją Agusan del Sur, od zachodu z prowincją Misamis Oriental. Powierzchnia: 2730,24 km². Liczba ludności: 314 027 mieszkańców (2007). Gęstość zaludnienia wynosi 115 mieszk./km². Stolicą prowincji jest Cabadbaran.